# Krzysztof Kuźmiński (lotnik)
Krzysztof Kuźmiński (ur. 16 czerwca 1966 w Hrubieszowie, zm. 27 listopada 2005 w Rachocinie) – polski szybownik, pilot samolotowy, samolotowy i szybowcowy pilot doświadczalny, instruktor lotniczy. Skoczek spadochronowy.
Syn Antoniego i Anieli. W 1984 r. w wieku 18 lat rozpoczął szkolenie spadochronowe a rok później szkolenie szybowcowe. Szybko uzyskiwał uprawnienia, w 1989 r. uzyskał Złotą Odznakę Szybowcową i uprawnienia instruktora szybowcowego. Uzyskał też wyszkolenie w pilotażu samolotowym i w 1988 r. miał licencję pilota turystycznego.
Przez większą część życia był związany z Aeroklubem Ziemi Zamojskiej, gdzie w latach 1990-1991 był instruktorem szybowcowym. Nabył następnie uprawnienia pilota doświadczalnego.
Brał udział w badaniach samolotów słabosilnikowych np. J-6 Fregata konstrukcji Jarosława Janowskiego z Łodzi i J-3 Kitten zbudowanego przez Stanisława Cichonia z Oświęcimia.
Z motoszybowca J-6 Fregata wykonał skok ratowniczy na spadochronie z powodu flatteru (rozsypało się usterzenie motylkowe).
Był też pilotem wykonującym część prób w locie dwumiejscowego szybowca akrobacyjnego MDM-1 Fox w Bielsku-Białej.
Miał uprawnienia pilota zawodowego w lotach IFR. Do przedwczesnej śmierci wylatał ok. 4900 godzin na samolotach, motoszybowcach i szybowcach.
27 listopada 2005 r. zginął w wypadku lecąc samolotem Maule MT-7-235. Podczas bardzo złych warunków atmosferycznych samolot zaczepił o jeden z odciągów masztu radiowo-telewizyjnego w Rachocinie k. Sierpca.